# Michael Gambon
Sir Michael John Gambon (Dublino, 19 ottobre 1940 – Witham, 27 settembre 2023) è stato un attore irlandese.

Firma di Michael Gambon

Ha iniziato la sua carriera come allievo di Laurence Olivier al Royal National Theatre ed è apparso in molte rappresentazioni di opere shakespeariane come Otello, Amleto, Macbeth e Coriolano. Le sue numerose interpretazioni sul palcoscenico, gli fecero ottenere tredici candidature all'Olivier Award, vincendolo tre volte: per L'opera del seduttore (1985), Uno sguardo dal ponte (1987) e Man of the Moment (1990). Nel 1997, ha debuttato a Broadway nello spettacolo Skylight di David Hare, ottenendo una candidatura al Tony Award al miglior attore.
Ha debuttato al cinema nel 1965, prendendo parte a Otello. I suoi altri film importanti includono Il cuoco, il ladro, sua moglie e l'amante (1989), Le ali dell'amore (1997), Insider - Dietro la verità (1999), Il mistero di Sleepy Hollow (1999), Gosford Park (2001), Le avventure acquatiche di Steve Zissou (2004), Fantastic Mr. Fox (2009), Il discorso del re (2010), Quartet (2012) e Victoria & Abdul (2017), ma ha raggiunto la definitiva consacrazione per l'interpretazione di Albus Silente nella saga di Harry Potter a partire dal terzo film.
Gambon ha lavorato molto anche in televisione e ha vinto quattro Premi BAFTA per The Singing Detective (1986), Wives and Daughters (1999), Longitude (2000) e Perfect Strangers (2001). Ha anche ricevuto due nomination ai Primetime Emmy Award per Path to War - L'altro Vietnam (2002) ed Emma (2009). Per il primo ha ottenuto anche una candidatura ai Golden Globe. Tra gli altri progetti a cui ha preso parte figurano Maigret, Angels in America (2003), Cranford (2007), Il seggio vacante (2015) e Fortitude (2015-2017).
Nel 1998 è stato nominato cavaliere dalla regina Elisabetta II per i servizi resi al teatro, nel 2017, ha ricevuto l'Irish Film & Television Academy Lifetime Achievement Award e nel 2020 è stato inserito al numero 28 nella lista dei più grandi attori cinematografici irlandesi stilata dall'Irish Times.

## Biografia

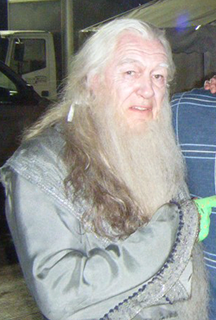
Michael Gambon sul set di Harry Potter e il principe mezzosangue (2008)

Lavora dapprima per il National Theatre, sotto la direzione artistica di Laurence Olivier, poi interpretando numerosi ruoli in commedie di Alan Ayckbourn. Nel 1980 prese parte alla produzione di Galileo di John Dexter, e negli anni seguenti fu Re Lear e Otello per il Royal National Theatre e la Royal Shakespeare Company. Apparve spesso in TV prima di cimentarsi in ruoli rilevanti al cinema, alla fine degli anni ottanta. In precedenza era stato proposto per interpretare James Bond dopo George Lazenby, attorno al 1970, ma rifiutò perché non si riteneva abbastanza attraente per il personaggio.
Michael Gambon è stato candidato numerose volte al Laurence Olivier Theatre Award (vincendone tre); è stato premiato due volte col London Evening Standard Theatre per il miglior attore e, altrettante, ha ricevuto il London Critics Circle Theatre Award, sempre per il miglior attore. Nel 1998 è stato insignito dell'onorificenza di Knight Bachelor. Nel 1995 partecipa al doppiaggio del film Il vento nei salici.
Tra i suoi film più celebri si annoverano: Il cuoco, il ladro, sua moglie e l'amante (1989) di Peter Greenaway, Il mistero di Sleepy Hollow (1999) di Tim Burton, in cui interpreta Baltus Van Tassel. Dal 2004 ha sostituito Richard Harris, deceduto due anni prima, nel ruolo di Albus Silente nella saga cinematografica di Harry Potter e ha interpretato il ruolo in tutti i sei film successivi della saga.

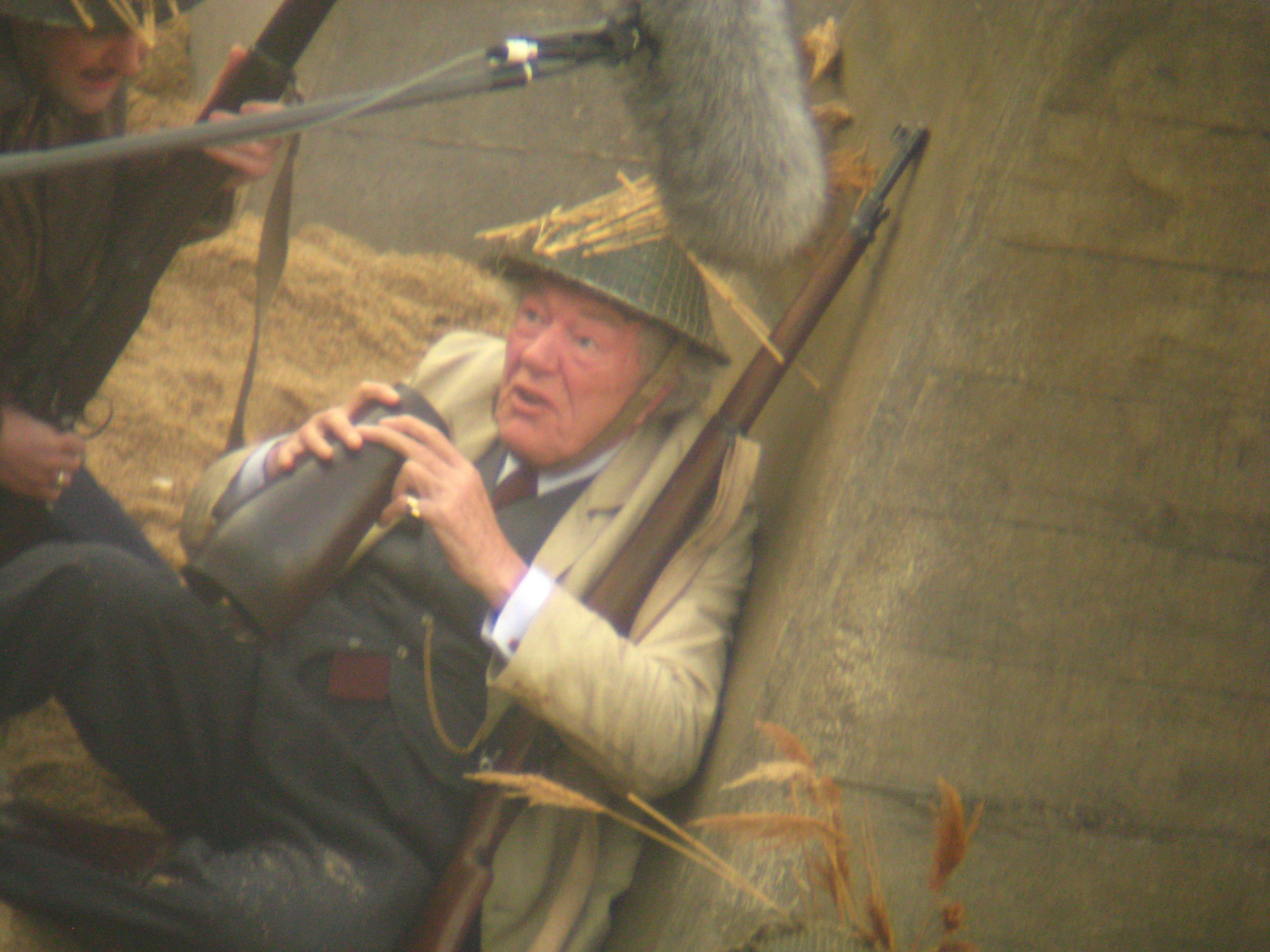
Michael Gambon sul set di L'esercito di papà (2014)

Nel circuito del famoso programma britannico Top Gear, l'ultima curva fu chiamata "Gambon Corner", in suo onore, in quanto egli partecipando come ospite nel programma, eseguì un giro in pista con la Suzuki Liana finendo quasi per cappottare l'auto con la sua guida spericolata.
Nel 2010 recitò nel film di grande successo Il discorso del re, diretto da Tom Hooper e nel 2012 nel film Quartet, esordio alla regia di Dustin Hoffman. Dal 2015 recitò nella serie televisiva Fortitude, e nello stesso anno apparve anche nella miniserie televisiva Il seggio vacante, tratta dal romanzo di J. K. Rowling. Nel 2016 tornò al cinema con il film L'esercito di papà di Oliver Parker.
Nel 2017 recitò nei film Il palazzo del Viceré, diretto da Gurinder Chadha e nel film Vittoria e Abdul al fianco di Judi Dench, inoltre prese parte anche al blockbuster Kingsman - Il cerchio d'oro. Nel 2018 fu uno dei protagonisti del film King of Thieves al fianco di Michael Caine e Jim Broadbent. Nel 2019 partecipò a Judy, il film biografico su Judy Garland.
Gambon è deceduto il 27 settembre 2023, all'età di 82 anni, mentre si trovava ricoverato in ospedale a causa di una polmonite.

## Vita privata
Nel 1962 sposò Anne Miller, da cui ebbe un figlio, Fergus, nato nel 1964. I due si separarono poiché l'attore aveva iniziato una relazione con l'arredatrice di scena Philippa Hart, conosciuta sul set di Gosford Park, dalla quale ebbe poi due figli, Tom (2007) e Will (2009).

## Filmografia

### Attore

#### Cinema
- Otello (Othello), regia di Stuart Burge (1965)
- Il cervello dei morti viventi (Nothing But the Night), regia di Peter Sasdy (1973)
- La notte del licantropo (The Beast Must Die), regia di Paul Annett (1974)
- Tartaruga ti amerò (Turtle Diary), regia di John Irvin (1985)
- Paris by Night, regia di David Hare (1988)
- La ragazza dei sogni (The Rachel Papers), regia di Damian Harris (1989)
- Un'arida stagione bianca (A Dry White Season), regia di Euzhan Palcy (1989)
- Il cuoco, il ladro, sua moglie e l'amante (The Cook, the Thief, His Wife and Her Lover), regia di Peter Greenaway (1989)
- L'impero del crimine (Mobsters), regia di Michael Karbelnikoff (1991)
- Toys - Giocattoli (Toys), regia di Barry Levinson (1992)
- Amnesia investigativa (Clean Slate), regia di Mick Jackson (1994)
- I ricordi di Abbey (The Browning Version), regia di Mike Figgis (1994)
- Un uomo senza importanza (A Man of No Importance), regia di Suri Krishnamma (1994)
- Squanto - Il guerriero del falco (Squanto: A Warrior's Tale), regia di Xavier Koller (1994)
- Niente di personale (Nothing Personal), regia di Thaddeus O'Sullivan (1995)
- Morti oscure (Two Deaths), regia di Nicolas Roeg (1995)
- Mary Reilly, regia di Stephen Frears (1996)
- Oltre il silenzio (The Innocent Sleep), regia di Scott Michell (1996)
- Intrigo a San Pietroburgo (Midnight in Saint Petersburg), regia di Douglas Jackson (1996)
- Le ali dell'amore (The Wings of the Dove), regia di Iain Softley (1997)
- The Gambler, regia di Károly Makk (1997)
- Ballando a Lughnasa (Dancing at Lughnasa), regia di Pat O'Connor (1998)
- Dead on Time, regia di James Larkin – cortometraggio (1999)
- Plunkett & Macleane, regia di Jake Scott (1999)
- Last September (The Last September), regia di Deborah Warner (1999)
- Insider - Dietro la verità (The Insider), regia di Michael Mann (1999)
- Il mistero di Sleepy Hollow (Sleepy Hollow), regia di Tim Burton (1999)
- High Heels and Low Lifes, regia di Mel Smith (2001)
- Gosford Park, regia di Robert Altman (2001)
- Charlotte Gray, regia di Gillian Armstrong (2001)
- Ali G (Ali G Indahouse), regia di Mark Mylod (2002)
- Actors (The Actors), regia di Conor McPherson (2003)
- Standing Room Only, regia di Deborra-Lee Furness – cortometraggio (2003)
- Terra di confine - Open Range (Open Range), regia di Kevin Costner (2003)
- Sylvia, regia di Christine Jeffs (2003)
- Harry Potter e il prigioniero di Azkaban (Harry Potter and the Prisoner of Azkaban), regia di Alfonso Cuarón (2004)
- La diva Julia - Being Julia (Being Julia), regia di István Szabó (2004)
- Sky Captain and the World of Tomorrow, regia di Kerry Conran (2004)
- The Pusher (Layer Cake), regia di Matthew Vaughn (2004)
- Le avventure acquatiche di Steve Zissou (The Life Aquatic with Steve Zissou), regia di Wes Anderson (2004)
- Harry Potter e il calice di fuoco (Harry Potter and the Goblet of Fire), regia di Mike Newell (2005)
- Omen - Il presagio (The Omen), regia di John Moore (2006)
- Amazing Grace, regia di Michael Apted (2006)
- The Good Shepherd - L'ombra del potere (The Good Shepherd), regia di Robert De Niro (2006)
- Stories of Lost Souls, di registi vari (2006)
- The Good Night, regia di Jake Paltrow (2007)
- The Baker, regia di Gareth Lewis (2007)
- Harry Potter e l'Ordine della Fenice (Harry Potter and the Order of the Phoenix), regia di David Yates (2007)
- Ritorno a Brideshead (Brideshead Revisited), regia di Julian Jarrold (2008)
- Harry Potter e il principe mezzosangue (Harry Potter and the Half-Blood Prince), regia di David Yates (2009)
- Codice Genesi (The Book of Eli), regia di Albert e Allen Hughes (2010)
- Harry Potter and the Forbidden Journey, regia di Thierry Coup – cortometraggio (2010)
- Il discorso del re (The King's Speech), regia di Tom Hooper (2010)
- Harry Potter e i Doni della Morte - Parte 1 (Harry Potter and the Deathly Hallows - Part 1), regia di David Yates (2010)
- Harry Potter e i Doni della Morte - Parte 2 (Harry Potter and the Deathly Hallows - Part 2), regia di David Yates (2011)
- Quartet, regia di Dustin Hoffman (2012)
- L'esercito di papà (Dad's Army) , regia di Oliver Parker (2016)
- Il palazzo del Viceré (Viceroy's House), regia di Gurinder Chadha (2017)
- Mad to Be Normal, regia di Robert Mullan (2017)
- Kingsman - Il cerchio d'oro (Kingsman: The Golden Circle), regia di Matthew Vaughn (2017)
- Vittoria e Abdul (Victoria and Abdul), regia di Stephen Frears (2017)
- The Last Witness - L'ultimo testimone (The Last Witness), regia di Piotr Szkopiak (2018)
- King of Thieves, regia di James Marsh (2018)
- La mia vita con John F. Donovan (The Death and Life of John F. Donovan), regia di Xavier Dolan (2018)
- Johnny English colpisce ancora (Johnny English Strikes Again), regia di David Kerr (2018) - cameo
- Judy, regia di Rupert Goold (2019)
- Cordelia, regia di Adrian Shergold (2019)

#### Televisione
- Softly Softly – serie TV, episodio 2x21 (1967)
- Play of the Month – serie TV, 5 episodi (1967-1978)
- Much Ado About Nothing, regia di Alan Cooke – film TV (1967)
- Investigatore offresi (Public Eye) – serie TV, 1 episodio (1968)
- The Borderers – serie TV, 26 episodi (1968-1970)
- Fraud Squad – serie TV, 1 episodio (1969)
- Confession – serie TV, 1 episodio (1970)
- Eyeless in Gaza – serie TV, 4 episodi (1971)
- Play for Today – serie TV, 3 episodi (1972-1976)
- The Challengers – serie TV, 5 episodi (1972)
- The Man Outside – serie TV, 1 episodio (1972)
- Kate – serie TV, 1 episodio (1972)
- Doppia sentenza (Softly Softly: Task Force) – serie TV, 2 episodi (1972)
- Love Story – serie TV, 1 episodio (1973)
- Menace – serie TV, 1 episodio (1973)
- A Picture of Katherine Mansfield – serie TV, 1 episodio (1973)
- Special Branch – serie TV, 1 episodio (1973)
- Artù re dei Britanni (Arthur of the Britons) – serie TV, 1 episodio (1973)
- Six Days of Justice – serie TV, 1 episodio (1973)
- ITV Saturday Night Theatre – serie TV, 1 episodio (1973)
- I misteri di Orson Welles (Orson Welles' Great Mysteries) – serie TV, 1 episodio (1973)
- Zodiac – serie TV, 1 episodio (1974)
- Masquerade – serie TV, 1 episodio (1974)
- ITV Sunday Night Drama – serie TV, 2 episodi (1976-1977)
- Centre Play – serie TV, 1 episodio (1976)
- The Other One – serie TV, 13 episodi (1977-1979)
- Chalk and Cheese – serie TV (1977)
- Play for Love – serie TV, 1 episodio (1978)
- Premiere – serie TV, 1 episodio (1978)
- Il brivido dell'imprevisto (Tales of the Unexpected) – serie TV, 1 episodio (1980)
- La ronde, regia di Kenneth Ives – film TV (1982)
- ITV Playhouse – serie TV, 1 episodio (1982)
- Absurd Person Singular, regia di Michael A. Simpson – film TV (1985)
- Oscar – serie TV, 3 episodi (1985)
- Tropical Moon Over Dorking, regia di Robert Chetwyn – film TV (1985)
- The Singing Detective – miniserie TV (1986)
- L'asso della Manica (Bergerac) – serie TV, 1 episodio (1987)
- Theatre Night – serie TV, 1 episodio (1987)
- The Heat of the Day', regia di Christopher Morahan – film TV (1989)
- About Face – serie TV, 1 episodio (1989)
- Blood Royal: William the Conqueror, regia di Peter Jefferies – film TV (1990)
- I miti greci (The Storyteller: Greek Myths) – serie TV, 4 episodi (1991)
- Minder – serie TV, 1 episodio (1991)
- Maigret – serie TV, 12 episodi (1992-1993)
- Performance – serie TV, 1 episodio (1993)
- Faith, regia di John Strickland – film TV (1994)
- All'inseguimento della morte rossa (Bullet to Beijing), regia di George Mihalka – film TV (1995)
- Sansone e Dalila (Samson and Delilah), regia di Nicolas Roeg – miniserie TV (1996)
- Wives and Daughters – miniserie TV (1999)
- Longitude, regia di Charles Sturridge – film TV (2000)
- Endgame, regia di Conor McPherson – film TV (2000)
- Perfect Strangers – serie TV, 3 episodi (2001)
- Path to War - L'altro Vietnam (Path to War), regia di John Frankenheimer – film TV (2002)
- The Lost Prince, regia di Stephen Poliakoff – film TV (2003)
- Angels in America, regia di Mike Nichols – miniserie TV (2003) - cameo non accreditato
- Celebration, regia di John Crowley – film TV (2007)
- Joe's Palace, regia di Stephen Poliakoff – film TV (2007)
- Cranford – serie TV (2007)
- Emma – miniserie TV (2009)
- Doctor Who – serie TV, episodio speciale Un canto di Natale (2010)
- Page Eight, regia di David Hare – film TV (2011)
- Luck – serie TV, 5 episodi (2012)
- Restless, regia di Edward Hall – miniserie TV (2012)
- Quirke – miniserie TV (2013)
- National Theatre Live – serie TV, 1 episodio (2013)
- Common, regia di David Blair – film TV (2014)
- Fortitude – serie TV, 10 episodi (2015)
- Il seggio vacante (The Casual Vacancy), regia di Jonny Campbell – miniserie TV (2015)
- Churchill's Secret, regia di Charles Sturridge – film TV (2016)
- Fearless – serie TV, 6 episodi (2017)
- Piccole donne (Little Women), regia di Vanessa Caswill – miniserie TV (2017)

### Doppiatore
- Missing Link, regia di Carol Hughes e David Hughes (1988) - voce narrante
- Monster Maker, regia di Giles Foster – film TV (1989)
- The Jim Henson Hour – serie TV, 1 episodio (1989)
- Il vento nei salici (The Wind in the Willows), regia di Dave Unwin (1995)
- La banda del fiume (The Willows in Winter), regia di Dave Unwin (1996)
- Scimmie come noi (Le château des singes), regia di Jean-François Laguionie (1999) - versione inglese
- Christmas Carol: The Movie, regia di Jimmy T. Murakami (2001)
- Little Wolf's Book of Badness, regia di Karsten Kiilerich – cortometraggio (2003)
- Ghost Hunter - videogioco (2003)
- John Duffy's Brother, regia di Mikel Murfi – cortometraggio (2006) - voce narrante
- The Alps, regia di Stephen Judson – documentario (2007)
- Kröd Mändoon and the Flaming Sword of Fire – serie TV, 1 episodio (2009)
- Fantastic Mr. Fox, regia di Wes Anderson (2009)
- Comic Relief: Uptown Downstairs Abbey, regia di Adrian Edmondson – film TV (2011) - voce narrante
- Paddington, regia di Paul King (2014)
- Ave, Cesare!, regia di Joel ed Ethan Coen (2016) - voce narrante
- Paddington 2, regia di Paul King (2017)

## Teatro (parziale)
- Amleto, di William Shakespeare. National Theatre di Londra (1963)
- Santa Giovanna, di George Bernard Shaw. Minerva Theatre di Chichester (1963) e Old Vic di Londra (1964)
- Filottete, di Sofocle. Old Vic di Londra (1964)
- Otello, di William Shakespeare. Old Vic di Londra (1964)
- La grande strage dell'impero del sole, di Peter Shaffer. Minerva Theatre di Chichester e Old Vic di Londra (1964)
- Il crogiuolo, di Arthur Miller. Old Vic di Londra (1965)
- Madre Coraggio e i suoi figli, di Bertolt Brecht. Old Vic di Londra (1965)
- L'uragano, di Aleksandr Nikolaevič Ostrovskij. Old Vic di Londra (1965)
- Il dilemma del dottore, di George Bernard Shaw. Birmingham Rep di Birmingham (1967)
- Peer Gynt, di Henrik Ibsen. Birmingham Rep di Birmingham (1968)
- Otello, di William Shakespeare. Birmingham Rep di Birmingham (1968)
- Macbeth, di William Shakespeare. The Forum Theatre di Billingham (1968)
- Coriolano, di William Shakespeare. Liverpool Playhouse di Liverpool (1969)
- Il maggiore Barbara, di William Shakespeare. Aldwych Theatre di Londra (1970)
- Enrico VIII, di William Shakespeare. Aldwych Theatre di Londra (1971)
- Storia dello zoo, di Edward Albee. Regent's Park Open Air Theatre di Londra (1975)
- Tradimenti, di Harold Pinter. National Theatre di Londra (1978)
- Riccardo III, di William Shakespeare. National Theatre di Londra (1979)
- Otello, di William Shakespeare. National Theatre di Londra (1980)
- Vita di Galileo, di Bertolt Brecht. National Theatre di Londra (1980)
- Molto rumore per nulla, di William Shakespeare. National Theatre di Londra (1981)
- Re Lear, di William Shakespeare. Royal Shakespeare Theatre di Stratford (1983)
- Antonio e Cleopatra, di William Shakespeare. Barbican Centre di Londra (1984)
- Vecchi tempi, di Harold Pinter. Haymarket Theatre di Londra (1985)
- Uno sguardo dal ponte, di Arthur Miller. National Theatre di Londra (1987)
- Zio Vanja, di Anton Čechov. Vaudeville Theatre di Londra (1988)
- Otello, di William Shakespeare. Stephen Joseph Theatre di Scarborough (1991)
- Skylight, di David Hare. Natioanl Theatre di Londra (1995) e Royale Theatre di Broadway (1996)
- Il guardiano, di Harold Pinter. Harold Pinter Theatre di Londra (2000)
- A Number, di Caryl Churchill. Royal Court Theatre di Londra (2002)
- Finale di partita, di Samuel Beckett. Noel Coward Theatre di Londra (2004)
- Enrico IV, parte I, di William Shakespeare. National Theatre di Londra (2005)
- Enrico IV, parte II, di William Shakespeare. National Theatre di Londra (2005)
- Terra di nessuno, di Harold Pinter. Gate Theatre di Dublino e Duke of York's Theatre di Londra (2008)
- L'ultimo nastro di Krapp, di Samuel Beckett. Gate Theatre di Dublino e Duke of York's Theatre di Londra (2010)
- Tutti quelli che cadono, di Samuel Beckett. Jeremy Street Theatre di Londra (2012) e 59E59 Theatres di New York (2013)
- Di' Joe, di Samuel Beckett. Royal Lyceum Theatre di Edimburgo e Schiller Theater di Berlino (2014)

## Doppiatori italiani
Nelle versioni in italiano delle opere in cui ha recitato, Michael Gambon è stato doppiato da:
- Gianni Musy in Ballando a Lughnasa, Angels in America, Harry Potter e il prigioniero di Azkaban, Harry Potter e il calice di fuoco, The Good Shepherd - L'ombra del potere, Harry Potter e l'Ordine della Fenice, Harry Potter e il principe mezzosangue, Doctor Who - Un canto di Natale, Harry Potter e i Doni della Morte - Parte I, Harry Potter e i Doni della Morte - Parte II
- Bruno Alessandro in Toys - Giocattoli, Being Julia - La diva Julia, The Pusher, Path to War - L'altro Vietnam, Actors, Codice: Genesi, Fortitude, L'esercito di papà, Il palazzo del Viceré
- Luciano De Ambrosis in Gosford Park, Charlotte Gray, Sky Captain and the World of Tomorrow, Ritorno a Brideshead, Quartet, Kingsman - Il cerchio d'oro, Johnny English colpisce ancora
- Franco Zucca in Morti oscure, Omen - Il presagio, Vittoria e Abdul, Piccole donne, Luck
- Paolo Lombardi in La ragazza dei sogni, Squanto - Il guerriero del falco
- Michele Kalamera ne I miti greci (ridoppiaggio), Il seggio vacante
- Sergio Rossi in Un'arida stagione bianca, Oltre il silenzio
- Renato Mori ne Il cuoco, il ladro, sua moglie e l'amante, Mary Reilly
- Sergio Graziani ne I ricordi di Abbey, High Heels and Low Lifes
- Domenico Maugeri in All'inseguimento della morte rossa, Intrigo a San Pietroburgo
- Dante Biagioni in Le ali dell'amore, Emma
- Stefano Carraro ne Il cervello dei morti viventi
- Silvio Anselmo ne La notte del licantropo
- Giuseppe Rinaldi in L'impero del crimine
- Paolo Ferrari ne I miti greci
- Mario Zucca in Maigret (1ª voce)
- Sergio Tedesco in Amnesia investigativa
- Massimo Corvo in Sansone e Dalila
- Sergio Fiorentini in Plunkett & Macleane
- Pietro Biondi in Last September
- Vittorio Congia in Insider - Dietro la verità
- Sandro Pellegrini ne Il mistero di Sleepy Hollow
- Carlo Reali in Ali G
- Dario De Grassi in Terra di confine - Open Range
- Vittorio Di Prima in Le avventure acquatiche di Steve Zissou
- Roberto Draghetti in Amazing Grace
- Germano Basile in Stories of Lost Souls
- Pierluigi Astore in Sylvia
- Dario Penne in Page Eight
- Domenico Crescentini in The Good Night
- Omero Antonutti ne Il discorso del re
- Francesco Meoni in H. G. Wells
- Giovanni Petrucci in The Last Witness - L'ultimo testimone
- Fabrizio Temperini in Fortitude (ep. 3x04)
- Claudio Sorrentino in King of Thieves
- Carlo Valli ne La mia vita con John F. Donovan
- Michele Gammino in Judy
- Sandro Sardone in Amnesia investigativa (ridoppiaggio)
- Massimo Lodolo in Il cuoco, il ladro, sua moglie e l'amante (ridoppiaggio)

Da doppiatore è sostituito da:
- Saverio Moriones ne Il vento nei salici
- Alessandro D'Errico ne Il vento nei salici (ridoppiaggio), La banda del fiume
- Gerolamo Alchieri in Paddington, Paddington 2
- Paolo Buglioni in Fantastic Mr. Fox
- Roberta Paladini in Profondo blu
- Dario Penne in Ghost Hunter
- Alessandro Rossi in Canto di Natale - Il film
- Michele Kalamera in Ave, Cesare!

## Riconoscimenti
- Golden Globe
  - 2003 – candidatura come miglior attore in una mini-serie o film per la televisione per Path to War
- Primetime Emmy Awards
  - 2002 – candidatura come miglior attore in una miniserie o film per la televisione per Path to War
  - 2010 – candidatura come miglior attore non protagonista in una miniserie o film per la televisione per Emma
- British Academy Television Awards
  - 1987 – Miglior attore per The Singing Detective[8]
  - 2000 – Miglior attore per Wives and Daughters
  - 2001 – Miglior attore per Longitude
  - 2002 – Miglior attore per Perfect Strangers
- Festival internazionale del cinema di Berlino
  - 2007 – Orso d'argento per il miglior contributo artistico per The Good Shepherd – L'ombra del potere
- Laurence Olivier Award
  - 1979 – candidatura come Miglior attore in una nuova opera teatrale per Tradimenti
  - 1980 – candidatura come Miglior attore in un revival per Vita di Galileo
  - 1983 – candidatura come Miglior attore in una nuova opera teatrale per Tales From Hollywood
  - 1986 – Miglior performance comica per A Chorus of Disapproval
  - 1987 – Miglior attore per Uno sguardo dal ponte
  - 1990 – Miglior performance comica per Man of the Moment
  - 1996 – candidatura come Miglior attore per Skylight
  - 1998 – candidatura come Miglior attore per Tom & Clem
  - 1999 – candidatura come Miglior attore per The Unexpected Man
  - 2001 – candidatura come Miglior attore per Il guardiano
  - 2003 – candidatura come Miglior attore per A Number
  - 2005 – candidatura come Miglior attore per Finale di partita
  - 2009 – candidatura come Miglior attore per Terra di nessuno
- Tony Award
  - 1997 – candidatura come Miglior attore protagonista in un'opera teatrale per Skylight